# Linia kolejowa nr 102
Linia kolejowa nr 102 – drugorzędna, w większości jednotorowa i niezelektryfikowana linia kolejowa łącząca stację Przemyśl Główny z nieczynnym od 1994 r. przejściem granicznym Hermanowice – Chyrów.
Linia jest obecnie wykorzystywana do odprowadzania wagonów i lokomotyw na tory odstawcze znajdujące się na stacji Przemyśl Bakończyce.

## Historia
Linia zbudowana została w 1872 jako część Pierwszej Węgiersko-Galicyjskiej Kolei Żelaznej, łączącej Przemyśl i, poprzez Kolej galicyjską im. Karola Ludwika, Lwów z Sátoraljaújhely na Węgrzech i Budapesztem.
W okresie PRL zachowany po stronie radzieckiej tor rozstawu normalnego pozwalał na przejazd z Krościenka przez Starzawę, Chyrów i Niżankowice do Malhowic, którędy kursowały dalekobieżne pociągi tranzytowe do Bieszczadów. Pociągi te były niedostępne dla mieszkańców Związku Radzieckiego, a funkcjonowanie połączeń regulowała umowa z 22 kwietnia 1963 r. między rządami PRL i ZSRR. Obsługę pociągów stanowili kolejarze z PRL zobowiązani do przestrzegania regulacji obowiązujących w ZSRR, ale odpowiedzialni dyscyplinarnie w Polsce. Przejazd przez radzieckie terytorium nie wymagał posiadania paszportów od kolejarzy i pasażerów, w pociągach nie prowadzono odprawy granicznej ani celnej. Wagony mogły być konwojowane przez służby ZSRR, które mogły przeprowadzić w pociągu kontrolę. W latach 80. przeprowadzono elektryfikację linii z Przemyśla do Pikulic, a w 1994 roku zawieszono ruch pasażerski.
21 października 2016 roku grupa pasjonatów kolejowych  wraz z kolejarzami i społecznikami w ramach akcji  Kolejowa Siekierezada  Pikulice 2016 dokonała oczyszczenia torowiska z krzaków  i udrożnienia jego do granicy. Od polowy listopada 2016 było możliwe dotarcie torowiskiem do granicy przy pomocy drezyn technicznych. Kontynuacją procesu reaktywacji były następne akcje promujące powrót kolei "Mikołaj  bez granic" i inne..
W czerwcu 2022 roku rozpoczęto remont linii po polskiej stronie, polegający na wymianie torowiska oraz odbudowie infrastruktury pasażerskiej. Prace zostały przeprowadzone przez Przedsiębiorstwo Napraw i Utrzymania Infrastruktury Kolejowej w Krakowie i zostały zakończone 30 września 2022 roku.
W połowie lipca 2023 roku w pobliżu granicy polsko-ukraińskiej zakończono budowę peronu o długości 85 metrów wraz z oświetleniem, wiatą, przejazdem kolejowo-drogowym oraz oznakowaniem na potrzeby odpraw granicznych.

## Charakterystyka techniczna
Linia na użytkowanych odcinkach jest klasy C3, maksymalny nacisk osi wynosi 216 kN dla lokomotyw oraz 196 kN dla wagonów, a maksymalny nacisk liniowy wynosi 71 kN (na 1 metr bieżący toru). Sieć trakcyjna jest typu C120-2C oraz jest przystosowana w zależności od odcinka do maksymalnej prędkości do 110 km/h, obciążalność prądowa wynosi 1725 A, a minimalna odległość między odbierakami prądu wynosi 20 m. Linia wyposażona jest w elektromagnesy samoczynnego hamowania pociągów.
Na linii zostały wprowadzone ograniczenia w związku z niezachowaną skrajnią budowli linii kolejowej – nieodpowiednia odległość słupów trakcyjnych oraz słupa oświetleniowego od osi toru.
Linia dostosowana jest w zależności od odcinka do prędkości do 40 km/h, a jej prędkość konstrukcyjna wynosi 60 km/h. Obowiązują następujące prędkości maksymalne dla pociągów:
| kilometraż | kilometraż | pociągi pasażerskie                         | autobusy szynowe i EZT                      | pociągi towarowe                            |
| od         | do         | Tor nieparzysty (kierunek: granica państwa) | Tor nieparzysty (kierunek: granica państwa) | Tor nieparzysty (kierunek: granica państwa) |
| -0,084     | 0,920      | 40                                          | 40                                          | 40                                          |
| 0,920      | 4,800      | 20                                          | 20                                          | 20                                          |
| 4,800      | 12,296     | 0                                           | 0                                           | 0                                           |
| od         | do         | Tor parzysty (kierunek: Przemyśl Główny)    | Tor parzysty (kierunek: Przemyśl Główny)    | Tor parzysty (kierunek: Przemyśl Główny)    |
| 1,015      | 1,392      | 20                                          | 20                                          | 20                                          |